# Dolichorhynchus
Dolichorhynchus es un género de fanerógamas perteneciente a la familia Brassicaceae. Comprende una especies. 
Está considera un sinónimo del género Douepea Cambess.

## Especies seleccionadas
| - Dolichorhynchus arabicus Hedge & Kit Tan |